# Amurg violet
Amurg violet este o poezie a lui George Bacovia, publicată mai întâi la Iași, pe 23 februarie 1904 în revista „Arta” (anul I, nr. 16, p. 5) și reluată apoi în volumul „Plumb” în 1916. Temele și motivele simboliste din această poezie, publicată în volumul „Plumb”, se identifică ușor: orașul părăsit, cu plopi singuratici, simboluri ale solitudinii, sporind sentimentul de însingurare, rarefierea cadrului, în care apar siluete incerte sau mulțimi indistincte, apoi fantome năvălind pe câmpuri, predilecția pentru o anumită culoare, în cazul de față violetul, dominanța, proiectată asupra peisajului, a mulțimii, semnificând decadența, amurgul, văzut ca un sfârșit de lume, o viziune asupra declinului omenirii. Culoarea violet devine simbol prin efectul straniu al generalizării ei. Totuși există și interpretări simbolice preexistente, culturale ale violetului – violență, fast, precum și artificialitate. Fiind considerată o culoare care înghite lumina, violetul este o culoare de doliu, culoare a secretului.
O altă imagine simbolistă este aceea a monotoniei orașului, populat de o lume leneșă, sortită pieirii, din cauza absenței idealului. Burgul sau cetatea se definește, astfel, ca un spațiu închis, unde toate evenimentele sunt prestabilite, într-o monotonie de neînvins. Tendința de evaziune din acest spațiu limitat se manifestă prin prezența singulară a unui turn, ce deschide parcă spațiul, îl lărgește, orientându-l către misterele unui orizont fantomatic. Fantomele se înscriu într-o altă temă simbolistă, putând deschide calea către spațiile onirice, către visare. De aici, vor apărea „voievozi cu plete” și „străbuni în pâlcuri violete”, posibilă sugestie a unei Judecăți de Apoi, a unei apocalipse inevitabile.
Se observă că poezia are două versuri cu valoare simbol: „Orașul tot e violet.// Amurg de toamnă violet...”, creând o imagine suprareală, onirică, învăluită de un fundal monocromatic, simbolizând un moment final, apocaliptic, sens amplificat de al doilea vers: „Amurg de toamnă violet”, reluat cu insistență în toată poezia.
Bacovia stabilește analogii profunde între elementele naturii și stările afective create de spațiul poetic. Corespondențe se creează între simboluri și natură. În „Amurg violet”, corespondențe sunt violetul obsedant și sfârșitul apropiat al lumii, generat de această „lume leneșă”, decadentă, cât și ideea de moarte și anotimpul simbolic al stingerii naturii, „toamna violetă”.
Prima strofă ca și celelalte este încadrată de cele două versuri cu rol de lait motiv,creând impresia unui spațiu închis în care ființa umană agonizează .Plopii sunt ipostaze ale eului liric prin care se evidențiază solitudinea acestuia.Metafora "apostoli în odăjdii violete",delimitată prin liniile de pauză,sugerează prezența obsesiei sfârșitului.În interiorul spațiului surprins de Bacovia impresia de viață este aproape anulată.